# Жиф-сюр-Иветт
Жиф-сюр-Иветт (фр. Gif-sur-Yvette ) — город и коммуна во французском департаменте Эсон, округ Палезо, административный центр кантона Жиф-сюр-Иветт.

## Географическое положение
Жиф-сюр-Иветт находится в 20 км к юго-востоку от Парижа. Расположен на реке Иветт.

## Достопримечательности
- церковь Сен-Реми (XII век)
- руины бенедиктинского аббатства (XII век)

## Экономика и промышленность
Жиф-сюр-Иветт расположен в «Научной долине» на реке Иветт. Здесь дислоцируются многочисленные научные организации, в их числе «CNRS» (Национальный центр научных исследований), «CEA» (Комиссариат атомной энергетики), «Supélec» (Высшая школа электрики) и другие.

## Транспорт
Жиф-сюр-Иветт соединён с Парижем линией скоростного транспорта RER и автомобильными шоссе.

## Города-побратимы
- Инсурэцей, Румыния
- Ольпе, Германия

## Знаменитые земляки
- Ришар Боренже (1941) — французский актёр театра и кино, певец и литератор.
- Жюльетта Адам (1836—1936) — французская писательница